# Веселин Прахов
Веселин Прахов (роден на 27 януари 1976 г.) е български детски актьор. Известен е с ролята си на малкия Митко във филма „Куче в чекмедже“ от 1982 г. От 90-те години на XX век живее в Испания и не се занимава с актьорство. Женен е и има една дъщеря.

## Филмография
- Живот на колела (5-сер. тв, 1990) – (като Асен Прахов)
- Бягащи кучета (1989) – Митко, братчето на Ламбо
- Амиго Ернесто (1986)
- Търси се съпруг за мама (1985) – Алек
- Горе на черешата (1984) – Веселин /Лин/
- Черните рамки (1988), 3 серии – момчето
- Черните рамки (1988), 5 серии – момчето
- Часовник за капитана (1982)
- Куче в чекмедже (1982) – Димитър, Митко, Миташки
- Бал на самотните (1981) – синът на Драган